# 4729 Mikhailmilʹ
A 4729 Mikhailmilʹ (ideiglenes jelöléssel 1980 RO2) a Naprendszer kisbolygóövében található aszteroida. Ljudmilla Vasziljevna Zsuravljova fedezte fel 1980. szeptember 8-án.